# Joan Slonczewski
Joan Lyn Slonczewski (Hyde Park, 14 agosto 1956) è una scrittrice statunitense di fantascienza.

## Biografia
Nata nel 1956 a Hyde Park, insegna microbiologia al Kenyon College di Gambier.
Dopo aver ottenuto un B.A. nel 1977 al Bryn Mawr College, ha completato il dottorato di ricerca all'Università Yale nel 1982.
Specializzata in microbioligia e virologia, ha insegnato all'Università della Pennsylvania, a Princeton e all'Università del Maryland a Baltimora.
Ha esordito nella narrativa di fantascienza nel 1980 con Still Forms on Foxfield e in seguito ha pubblicato altri 6 romanzi e una raccolta di poesie e racconti assieme alla scrittrice Jo Walton.
É, assieme a Frederik Pohl, l'unica scrittrice ad aver vinto due volte il Premio John Wood Campbell Memorial, nel 1987 e nel 2012.

## Vita privata
Sposatasi nel 1977 con Michael J. Barich, la coppia ha avuto due figli.

## Opere

### Serie Elysium
- La difesa di Shora (A Door into Ocean, 1986), Milano, Nord, Cosmo Argento N 188, 1988 traduzione di Giampaolo Cossato, Sandro Sandrelli ISBN 88-429-0190-3.
- Daughter of Elysium (1993)
- The Children Star (1998)
- Brain Plague (2000)

### Altri romanzi
- Still Forms on Foxfield (1980)
- Le mura dell'Eden (The Wall Around Eden, 1989), Milano, Nord, Cosmo Argento N. 219, 1991 traduzione di Nicola Fantini ISBN 88-429-0221-7.
- The Highest Frontier (2011)

### Antologie
- The Helix and the Hard Road  con Jo Walton (2013)

## Premi e riconoscimenti
- Premio John Wood Campbell Memorial: 1987 vincitrice con La difesa di Shora e 2012 vincitrice con The Highest Frontier
- Premio Prometheus: 1987 finalista con La difesa di Shora